# Yasunobu Chiba
Yasunobu Chiba (千葉 泰伸 Chiba Yasunobu?), född 11 april 1971 i Miyagi prefektur, är en japansk före detta fotbollsspelare.
Chiba började sin karriär 1994 i Toshiba. 1996 flyttade han till Brummell Sendai (Vegalta Sendai). Han avslutade karriären 1999.